# Elsie Fisher
Elsie Kate Fisher (Riverside, 3 aprile 2003) è un'attrice e doppiatrice statunitense.

## Biografia
Esordisce come attrice giovanissima nel 2009, apparendo in un episodio della serie televisiva Medium. Contestualmente fa il suo esordio anche come doppiatrice, lavorando dal 2009 al 2012 nella celebre serie animata Masha e Orso nel ruolo della protagonista Masha. Negli anni successivi dà la voce al personaggio di Agnes nei film d'animazione Cattivissimo me e Cattivissimo me 2. Dal 2014 si concentra prevalentemente sul cinema, apparendo in film come The Gambling - Gioco pericoloso e Scales: Mermaids Are Real.
Nel 2018 interpreta la protagonista Kayla Day nel film Eighth Grade - Terza media: per tale ruolo riceve numerose nomination, vincendo fra gli altri un Critics' Choice Awards come miglior giovane attrice. Nel 2019 interpreta uno dei personaggi principali della seconda stagione della serie televisiva Castle Rock. Sempre nel 2019 prende parte come doppiatrice al film d'animazione La famiglia Addams. Nel 2022 interpreta il ruolo da protagonista nel film My Best Friend's Exorcism.
Nel 2023 prende parte alla serie “The Summer I Turned Pretty” nella seconda stagione.

## Filmografia

### Attrice

#### Cinema
- Dirty Girl, regia di Abe Sylvia (2010)
- Peter at the End, regia di Russ Lamoureux – cortometraggio (2012)
- Love Without End, regia di Ziqing Xu – cortometraggio (2012)
- Vertical, regia di Stephen Savage (2013)
- My Friend Robot, regia di Eliana Victoria Alcouloumre – cortometraggio (2013)
- Bad Behavior, regia di Nicholas David Brandt e Lisa Hamil (2013)
- Travelers, regia di Kenza Kadmiry – cortometraggio (2013)
- The Gambling - Gioco pericoloso (Gutshot Straight), regia di Justin Steele (2014)
- McFarland, USA, regia di Niki Caro (2015)
- Scales: Mermaids Are Real, regia di Kevan Peterson (2017)
- Eighth Grade - Terza media (Eighth Grade), regia di Bo Burnham (2018)
- Let's Dance, regia di Justin Peck – cortometraggio (2018)
- Non aprite quella porta (Texas Chainsaw Massacre), regia di David Blue Garcia (2022)
- Family Squares, regia di Stephanie Laing (2022)
- My Best Friend's Exorcism, regia di Damon Thomas (2022)
- Memory, regia di Michel Franco (2023)

#### Televisione
- Medium – serie TV, episodio 5x10 (2009)
- Mike & Molly – serie TV, episodio 2x06 (2011)
- Aiutami Hope! – serie TV, episodi 3x15-3x16 (2013)
- Castle Rock – serie TV, 10 episodi (2019)
- Barry – serie TV, 5 episodi (2022-2023)
- L'estate nei tuoi occhi (The Summer I Turned Pretty) – serie TV, 5 episodi (2023)

### Doppiatrice
- Masha e Orso (2009-2012)
- Cattivissimo me (Despicable Me), regia di Pierre Coffin e Chris Renaud (2010)
- Cattivissimo me 2 (Despicable me 2), regia di Pierre Coffin e Chris Renaud (2013)
- Sofia la principessa (Sofia the First) – serie TV, episodio 1x23 (2013)
- The Axe Murders of Villisca, regia di Tony E. Valenzuela (2016)
- La famiglia Addams (The Addams Family), regia di Conrad Vernon e Greg Tiernan (2019)

## Doppiatrici italiane
Nelle versioni in italiano delle opere in cui ha recitato, Elsie Fisher è stata doppiata da:
- Ludovica Bebi in Non aprite quella porta
- Martina Felli in My Best Friend's Exorcism
- Beatrice Manfredi in Memory
- Arianna Vignoli in Barry
- Lucrezia Roma in L'estate nei tuoi occhi